# Euprotomus
Genre
Euprotomus est un genre de mollusques gastéropodes de la famille des Strombidae.

## Liste d'espèces
Selon World Register of Marine Species (14 décembre 2014) :
- Euprotomus aratrum (Röding, 1798)
- Euprotomus aurisdianae (Linnaeus, 1758)
- Euprotomus aurora Kronenberg, 2002
- Euprotomus bulla (Röding, 1798)
- Euprotomus chrysostomus (Kuroda, 1942)
- Euprotomus hawaiensis (Pilsbry, 1917)
- Euprotomus iredalei (Abbott, 1960)

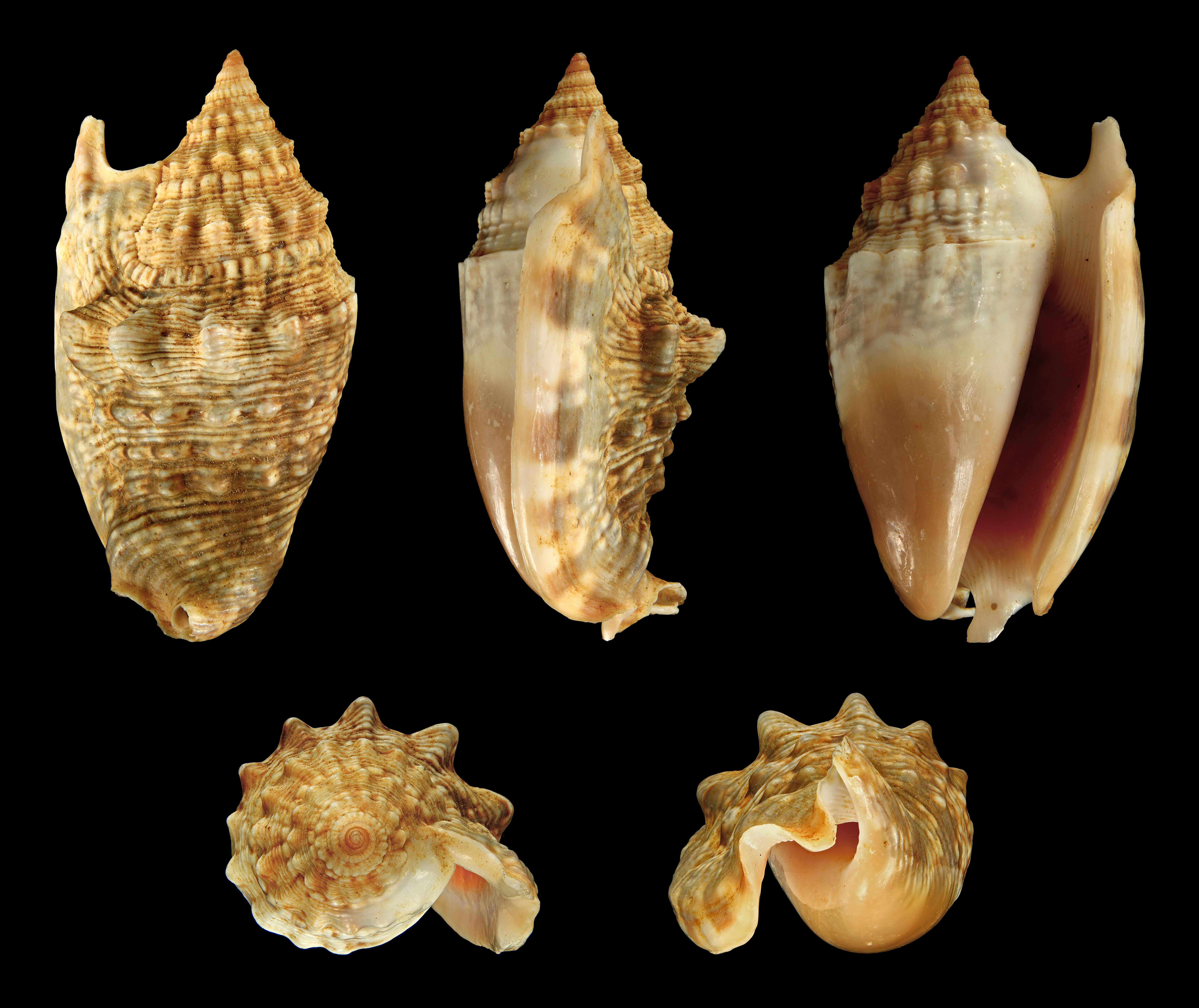
Euprotomus aurisdianae

- Euprotomus vomer (Röding, 1798)